# 憧花ゆりの
憧花 ゆりの（とうか ゆりの、3月25日 - ）は、元宝塚歌劇団月組の娘役。元月組組長。
兵庫県神戸市、県立鈴蘭台西高等学校出身。身長162cm。血液型O型。愛称は「すーさん」、「すーちゃん」。

## 来歴
1998年、宝塚音楽学校入学。
2000年、宝塚歌劇団に86期生として入団。入団時の成績は7番。花組公演「源氏物語 あさきゆめみし／ザ・ビューティーズ!」で初舞台。組まわりを経て月組に配属。
2013年3月25日付で月組副組長に就任。
2016年9月5日付で月組組長に就任。
2018年11月18日、愛希れいか退団公演となる「エリザベート」東京公演千秋楽をもって、宝塚歌劇団を退団。
退団後は、2020年より移転オープンした宝塚ホテルの新支配人に就任。

## 宝塚歌劇団時代の主な舞台

### 初舞台
- 2000年4 - 5月、花組『源氏物語 あさきゆめみし』『ザ・ビューティーズ!』（宝塚大劇場のみ）

### 組まわり
- 2000年5 - 6月、星組『黄金のファラオ』『美麗猫（ミラキャット）』（宝塚大劇場のみ）

### 月組時代
- 2000年9 - 11月、『ゼンダ城の虜』『ジャズマニア』（宝塚大劇場のみ）
- 2001年1 - 2月、『いますみれ花咲く』『愛のソナタ』（東京宝塚劇場）
- 2001年3月、『Practical Joke』（ドラマシティ・赤坂ACTシアター）
- 2001年5 - 7月、『愛のソナタ』『ESP!!』（宝塚大劇場）
- 2001年8 - 9月、『大海賊』『ジャズマニア』（東京宝塚劇場のみ）
- 2001年10 - 11月、『大海賊』『ジャズマニア』（全国ツアー）
- 2002年1 - 5月、『ガイズ&ドールズ』 - 新人公演：ミミ（本役：美々杏里）[5]
- 2002年6月、『SLAPSTICK』（バウホール・日本青年館） - ヴァージニア
- 2002年8 - 12月、『長い春の果てに』 - 新人公演：エマニエル（本役：花瀬みずか）『With a Song in my Heart』
- 2003年2月、『長い春の果てに』『With a Song in my Heart』（中日劇場）
- 2003年4 - 8月、『花の宝塚風土記（ふどき）』『シニョール ドン・ファン』 - 新人公演：エステティシャン（本役：穂波亜莉亜）
- 2003年11 - 2004年3月、『薔薇の封印』 - シモーヌ、新人公演：ルイゼ（本役：椎名葵）
- 2004年4 - 5月、『愛しき人よ-イトシキヒトヨ-』（バウホール・日本青年館） - ミカエラ
- 2004年6 - 10月、『飛鳥夕映え』 - みずき、新人公演：つくし（本役：涼城まりな）『タカラヅカ絢爛II』
- 2005年2 - 5月、『エリザベート』 - 家庭教師／女官、新人公演：マダム・ヴォルフ（本役：嘉月絵理）[5]
- 2005年7 - 8月、『BourbonStreet Blues』（バウホール） - ダイアナ
- 2005年9 - 12月、『JAZZYな妖精たち』 - ブラーナド、新人公演：マギー（本役：美鳳あや）『REVUE OF DREAMS』
- 2006年1 - 2月、『あかねさす紫の花』 - 十市皇女『REVUE OF DREAMS』（中日劇場）
- 2006年5 - 8月、『暁（あかつき）のローマ』 - 新人公演：占い師（本役：花瀬みずか）『レ・ビジュー・ブリアン』
- 2006年10月、『あかねさす紫の花』 - 十市皇女『レ・ビジュー・ブリアン』（全国ツアー）
- 2007年1 - 4月、『パリの空よりも高く』 - ロリ―、新人公演：チチエンヌ（本役：瀧川末子）『ファンシー・ダンス』 トリプルエトワール[5]
- 2007年5 - 6月、『ダル・レークの恋』（全国ツアー） - アルマ
- 2007年8 - 11月、『MAHOROBA』『マジシャンの憂鬱』 - シャーロット
- 2007年12 - 2008年1月、『HOLLYWOOD LOVER』（バウホール・日本青年館） - ヘッダ・ホッパー
- 2008年3 - 7月、『ME AND MY GIRL』 - バターズビー夫人
- 2008年9月、『グレート・ギャツビー』（日生劇場） - マートル・ウィルソン
- 2008年11 - 2009年2月、『夢の浮橋』 - 宣旨の君『Apasionado!!』 トリプルエトワール[5]
- 2009年3月、『SAUDADE（サウダージ）-Jにまつわる幾つかの所以-』（ドラマシティ・昭和女子大学人見記念講堂）
- 2009年5 - 8月、『エリザベート』 - リヒテンシュタイン伯爵夫人
- 2009年10 - 12月、『ラスト プレイ』 - アイリーン『Heat on Beat!（ヒート オン ビート）』
- 2010年2月、『HAMLET!!』（バウホール・日本青年館） - ローゼンクランツ
- 2010年4 - 7月、『THE SCARLET PIMPERNEL（スカーレット ピンパーネル）』 - マリー・グロショルツ
- 2010年9 - 11月、『ジプシー男爵-Der Zigeuner Baron-』 - フローリカ『Rhapsodic Moon（ラプソディック・ムーン）』
- 2010年12 - 2011年1月、『STUDIO 54（スタジオ フィフティフォー）』（ドラマシティ・日本青年館） - ルーシー・アネット
- 2011年3 - 5月、『バラの国の王子』 - 次女『ONE』
- 2011年7 - 10月、『アルジェの男』 - イヴ『Dance Romanesque（ダンス ロマネスク）』
- 2011年11 - 12月、『我が愛は山の彼方に』 - 楚春『Dance Romanesque（ダンス ロマネスク）』（全国ツアー）
- 2012年2 - 4月、『エドワード8世』 - テルマ・ファーネス『Misty Station』
- 2012年6 - 9月、『ロミオとジュリエット』 - キャピュレット夫人[3]
- 2012年10 - 11月、『愛するには短すぎる』 - アンマリー・オサリバン／マーサ『Heat on Beat!（ヒート オン ビート）』（全国ツアー）
- 2013年1 - 3月、『ベルサイユのばら-オスカルとアンドレ編-』 - マロン・グラッセ
- 2013年5月、『ME AND MY GIRL』（梅田芸術劇場） - ディーン・マリア公爵夫人[3][4]
- 2013年7 - 10月、『ルパン-ARSÈNE LUPIN-』 - フラヴィ『Fantastic Energy!』
- 2013年11 - 12月、『JIN-仁-』 - 橘栄『Fantastic Energy!』（全国ツアー）
- 2014年1月、『風と共に去りぬ』（梅田芸術劇場） - ピティパット
- 2014年3 - 6月、『宝塚をどり』『明日への指針 -センチュリー号の航海日誌-』 - ドーラ社長『TAKARAZUKA 花詩集100!!』 - 酒の女／蘭の歌姫
- 2014年7 - 8月、『THE KINGDOM』（日本青年館・ドラマシティ） - ヴィクトワール
- 2014年9 - 12月、『PUCK（パック）』 - タイテーニア『CRYSTAL TAKARAZUKA-イメージの結晶-』
- 2015年2 - 3月、『風と共に去りぬ』（中日劇場） - ピティパット
- 2015年4 - 7月、『1789-バスティーユの恋人たち-』 - ヨランド・ドゥ・ポリニャック エトワール[3][1][5]
- 2015年8月、専科『オイディプス王』（バウホール） - 巫女
- 2015年11 - 2016年2月、『舞音-MANON-』 - 張紫微『GOLDEN JAZZ』
- 2016年3 - 4月、『激情』 - フラスキータ『Apasionado（アパショナード）!!III』（全国ツアー）
- 2016年6 - 9月、『NOBUNAGA〈信長〉-下天の夢-』 - 佐久間信盛の妻『Forever LOVE!!』
- 2016年10月、『FALSTAFF』（バウホール） - キャピュレット夫人
- 2017年1 - 3月、『グランドホテル』 - 盲目の伯爵夫人『カルーセル輪舞曲（ロンド）』[1]
- 2017年5月、『長崎しぐれ坂』 - 李花『カルーセル輪舞曲（ロンド）』（博多座）
- 2017年7 - 10月、『All for One』 - アンヌ
- 2017年11 - 12月、『鳳凰伝』 - アミン『CRYSTAL TAKARAZUKA-イメージの結晶-』（全国ツアー）
- 2018年2 - 5月、『カンパニー-努力（レッスン）、情熱（パッション）、そして仲間たち（カンパニー）-』 - 田中乃亜『BADDY（バッディ）-悪党（ヤツ）は月からやって来る-』 - 女王
- 2018年6 - 7月、『THE LAST PARTY〜S.Fitzgerald's last day〜』（日本青年館・ドラマシティ） - YURINO／シーラ・グレアム
- 2018年8 - 11月、『エリザベート-愛と死の輪舞（ロンド）-』 - 皇太后ゾフィー 退団公演[3][4][1][5]

### 出演イベント
- 2003年9 - 10月、紫吹淳コンサート『Lica-Rika／L.R』[5]
- 2003年10月、第44回『宝塚舞踊会』
- 2004年12月、霧矢大夢ディナーショー『Sweet & Chic』[5]
- 2006年3月、『月組エンカレッジ・コンサート』
- 2007年4月、瀬奈じゅんディナーショー『EL VIENTO』[5]
- 2008年3月、『ME AND MY GIRL』前夜祭
- 2009年6月、『百年への道』
- 2009年8月、瀬奈じゅんディナーショー『0-ZERO-』[5]
- 2011年10月、第21回『イゾラベッラ サロンコンサート』 主演
- 2012年3月、霧矢大夢ディナーショー『Grand Dreamer』[5]

## 受賞歴
- 2011年、『宝塚歌劇団年度賞』 - 2010年度努力賞